# Langisjór
Langisjór je tektonické jezero na Islandu. Má rozlohu 26 km² a maximální hloubku 75 metrů. 

## Geografie
Jezero leží na úpatí hory Sveinstindur v nadmořské výšce 670 m. Patří k obci Skaftárhreppur v regionu Suðurland a je součástí národního parku Vatnajökull. Nachází se v povodí řeky Skaftá a je napájeno vodou z okolních ledovců. Langisjór se díky své odlehlosti vyznačuje čistou vodou, bohatstvím ryb i nedotčenou okolní krajinou.

## Historie
Jezero bylo dlouho známé jen místním pastevcům, teprve koncem devatenáctého století je vědecky prozkoumal Þorvaldur Thoroddsen. Dal mu také název, který znamená v islandštině „dlouhé moře“, neboť je protáhlé v délce 20 km podél tektonického zlomu, zatímco jeho šířka nepřesahuje dva kilometry. Pobřeží je členité s mnoha zálivy a ostrovy, z nichž největší je Ást. Turisté se mohou k jezeru dostat po cestě F 208, která je sjízdná pouze v létě a terénním vozem. Na břehu jezera bylo pro návštěvníky vybudováno tábořiště.
Společnost Landsvirkjun přestavila plán na využití jezera k výrobě elektrické energie, avšak po protestech ochránců přírody byl Langisjór v roce 2011 vyhlášen chráněným územím.